# Франтишек Чап
Франтишек Чап (Целаковице, 7. децембар 1913 — Пиран, 12. јануар 1972) је био југословенски редитељ и сценариста.

## Филмографија

### Редитељ
|           | Назив                 |
| --------- | --------------------- |
| 1953      | Весна                 |
| 1955      | Тренуци одлуке        |
| 1957      | Девојка из солане     |
| 1957      | Не чекај на мај       |
| 1959      | Врата остају отворена |
| 1960-te ▲ |                       |
| 1960      | X-25 јавља            |
| 1962      | Срешћемо се вечерас   |
| 1962      | Наша кола             |

### Сценариста
|           | Назив             |           |
| 1950-te ▲ | 1950-te ▲         | 1950-te ▲ |
| --------- | ----------------- | --------- |
| 1953      | Весна             |           |
| 1955      | Тренуци одлуке    |           |
| 1957      | Девојка из солане |           |
| 1957      | Не чекај на мај   |           |
| 1960-te ▲ |                   |           |
| 1960      | X-25 јавља        |           |
| 1962      | Наша кола         |           |